# Hygieia-Brunnen (Karlsruhe)

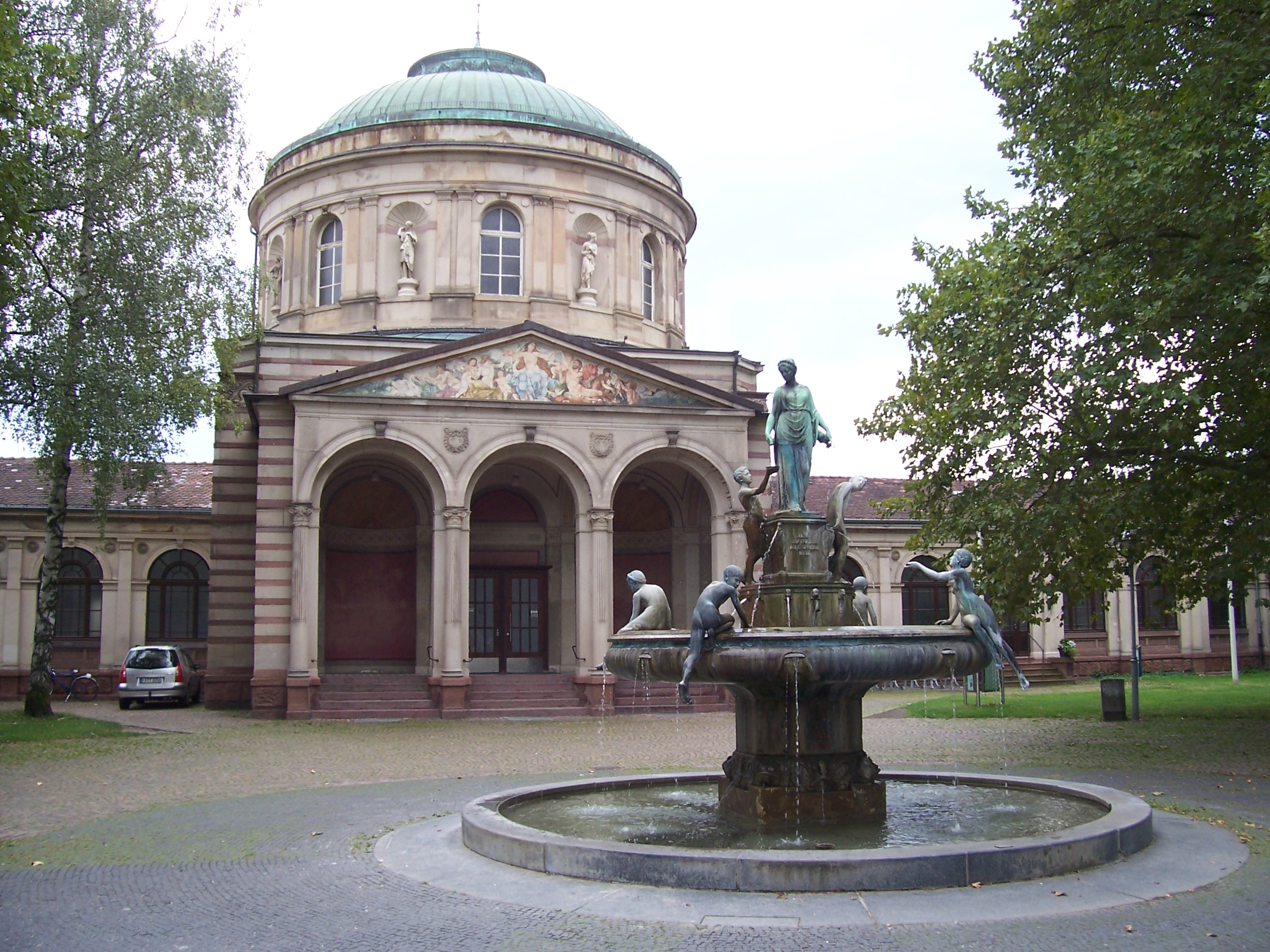
Der Hygieía-Brunnen vor dem Eingang des Vierordtbades (2011)

Der Hygieía-Brunnen in Karlsruhe wurde in den Jahren 1905 bis 1909 von Johannes Hirt geschaffen und von Wilhelm Klose gestiftet, weshalb er auch in vorwiegend älterer Literatur als Klose-Brunnen bezeichnet wird.
Der Brunnen befindet sich vor dem Vierordtbad und greift das Motiv der Hygieía auf, die bereits im Giebel über dem Eingang des Bades dargestellt wird. Hygieía ist in der griechischen Mythologie die Göttin der Gesundheit, von der sich das Wort Hygiene ableitet.
Der Schalenbrunnen ist in Bronze ausgeführt. Auf dem Sockel in der Mitte steht Hygieía als einzige bekleidet und hält in ihrer linken Hand einen Krug aus dem Wasser fließt und in ihrer rechten eine Schlange (Attribut ihres Vaters Asklepios), deren Maul Wasser speit. Die Göttin wird an beiden Seiten neben dem Sockel von Jünglingen flankiert. An den Ecken des Sockels speien Graureiher Wasser, auch aus einem Dutzend Fischköpfen ergießt sich Wasser in den Brunnen. Die ursprünglich vergoldete Inschrift am Sockel unter Hygieía lautet: Fliesse rein und hell / der Gesundheit Quell (Vorderseite) und Gib den Starken Mut / Kranken frisches Blut (Rückseite). Auf dem Rand der runden Brunnenschale sitzen zwei Jungen und zwei Mädchen. Alle erfrischen sich am Wasser, das Hygieía spendet; es soll die heilsame Wirkung des Wassers versinnbildlichen. Von der Brunnenschale fällt das Wasser in ein rundes Bodenbecken. Vor der Umgestaltung des Festplatzes 1981 – der Brunnen befindet sich am Rand des Platzes – hatte dieses Bassin noch eine Stufe.
Aufgrund seines künstlerischen Wertes wurde der Brunnen in den beiden Weltkriegen nicht eingeschmolzen. Im Jahr 2011 wurde im Garten der denkmalgeschützten Loschwitzer Villa Schevenstraße 27 in Dresden ein Modell des Brunnens entdeckt. Wahrscheinlich wurde das Modell 1906 erschaffen, um den Karlsruhern den Entwurf vorzustellen und Kontroversen wie bei der Errichtung des Stephanienbrunnens (1905) zu vermeiden. Das Modell ist etwa 90 cm hoch, aus Kupfer gefertigt und funktionsfähig.
Im Jahr 2013 war der Brunnen nicht in Betrieb und es fehlte eine Brunnenfigur. Dieses entwendete Bronzemädchen wurde in einem Waldstück bei Bellheim wiedergefunden. Dort wurde sie an der Hauptstraße aufgestellt und auf den Namen „Spiegelbachnixe“ getauft, da erst am Jahresende ihre Herkunft erkannt wurde. Wegen eines fehlenden Fingers und weiterer Sägespuren geht man davon aus, dass sie zerstückelt als Altmetall verkauft werden sollte.
Der Hygieia-Brunnen ist ein Kulturdenkmal nach § 2 Denkmalschutzgesetz (DSchG BW).
Die Europäische Brunnengesellschaft gewährleistet durch eine Brunnenpatenschaft die Grundpflege des renovierungsbedürftigen Brunnens; die Unterhaltspflicht liegt beim Karlsruher Gartenbauamt. Der Brunnen wird durch eine Umwälzanlage betrieben.

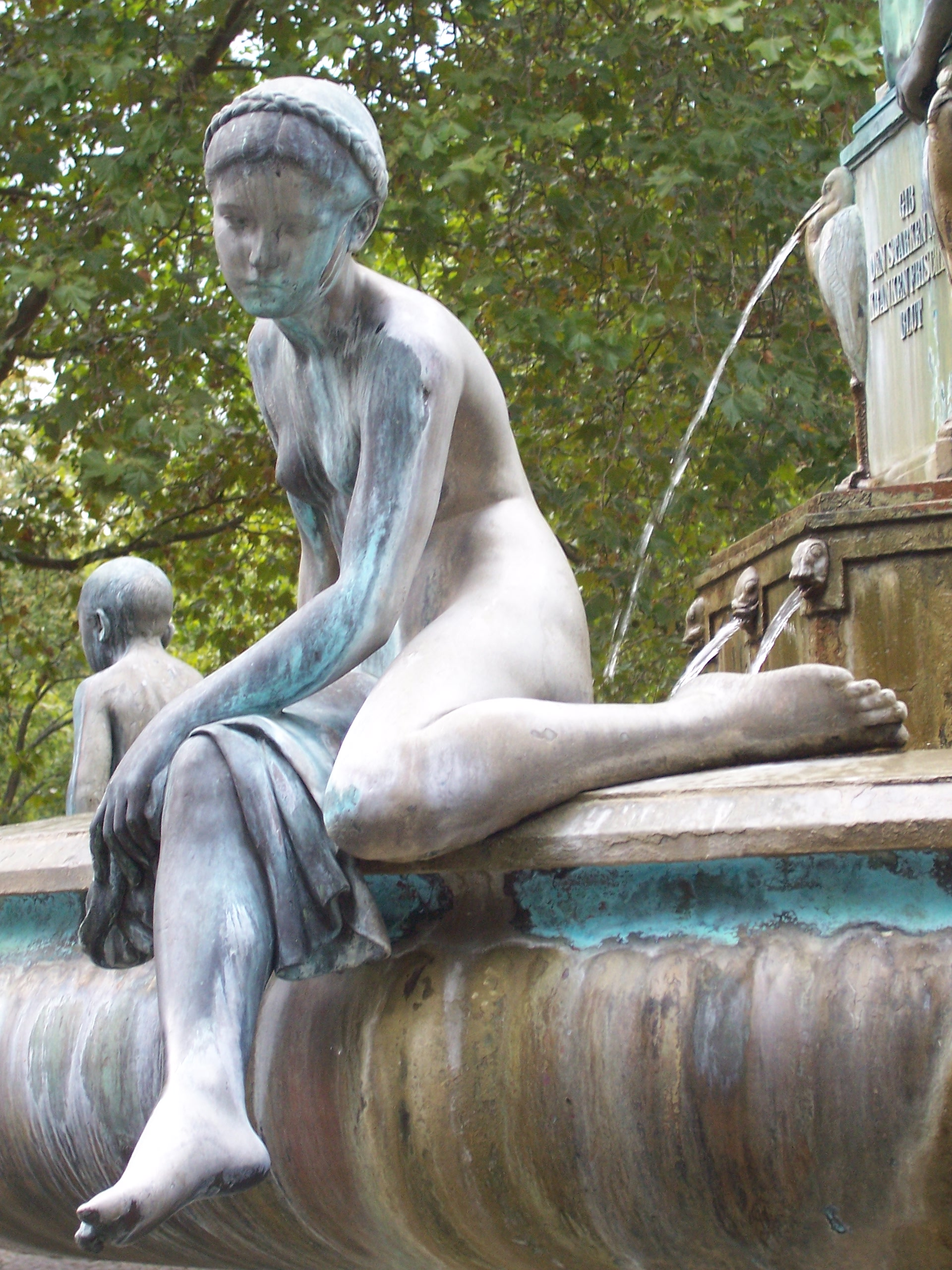
Mädchen am südöstlichen Brunnenrand
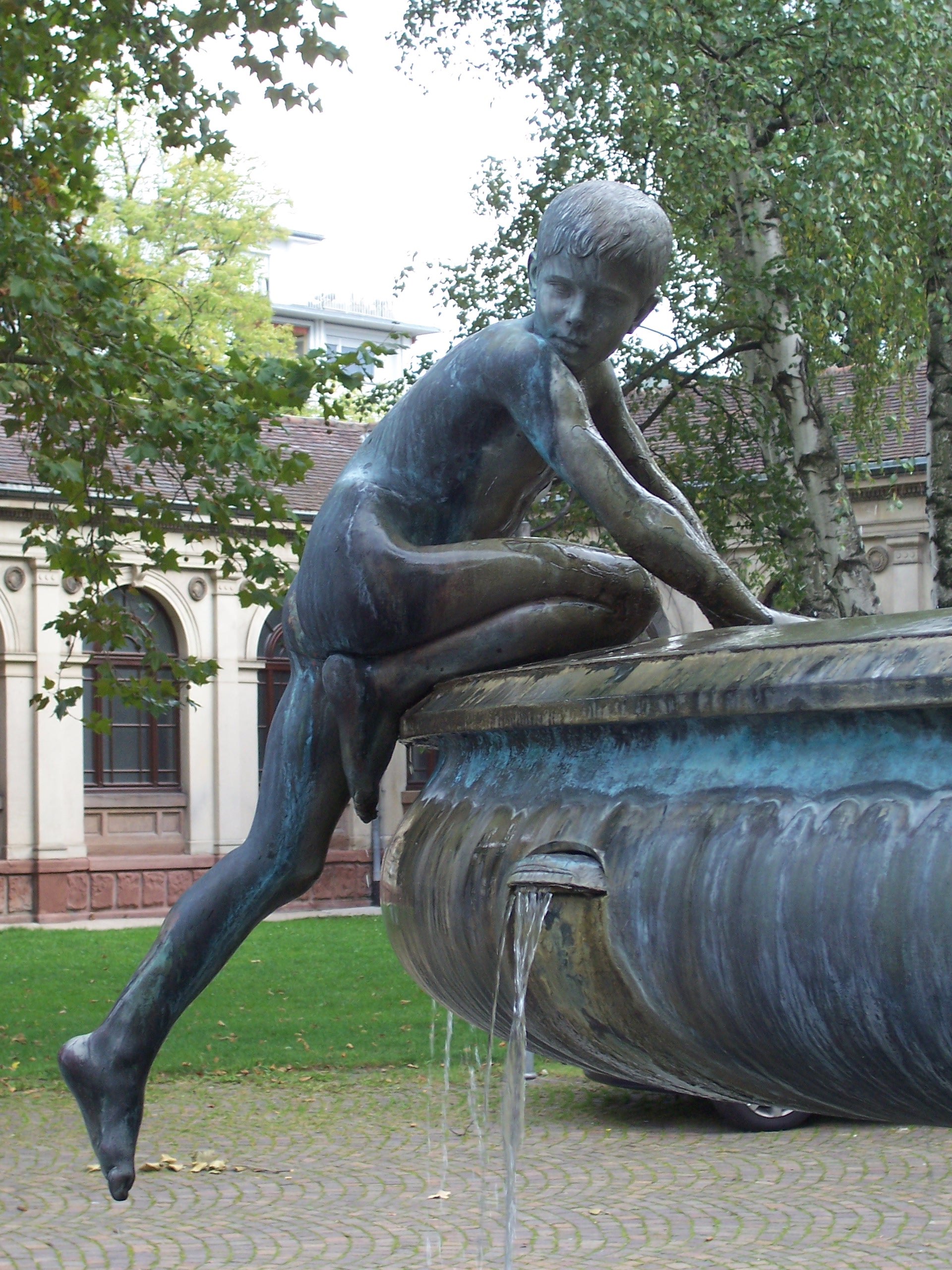
Junge am nordöstlichen Brunnenrand
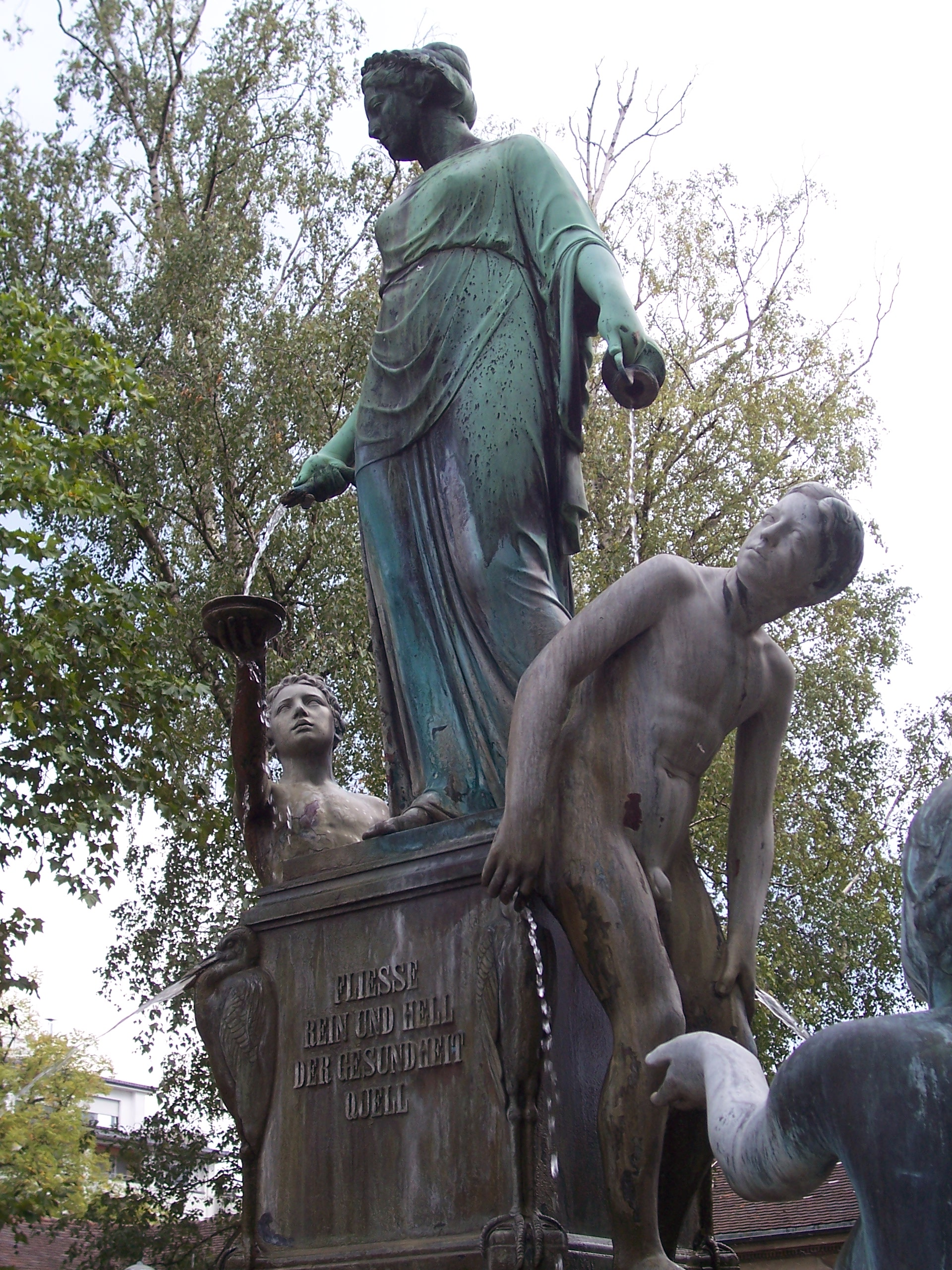
Hygieía in der Mitte des Brunnens flankiert von zwei Jünglingen
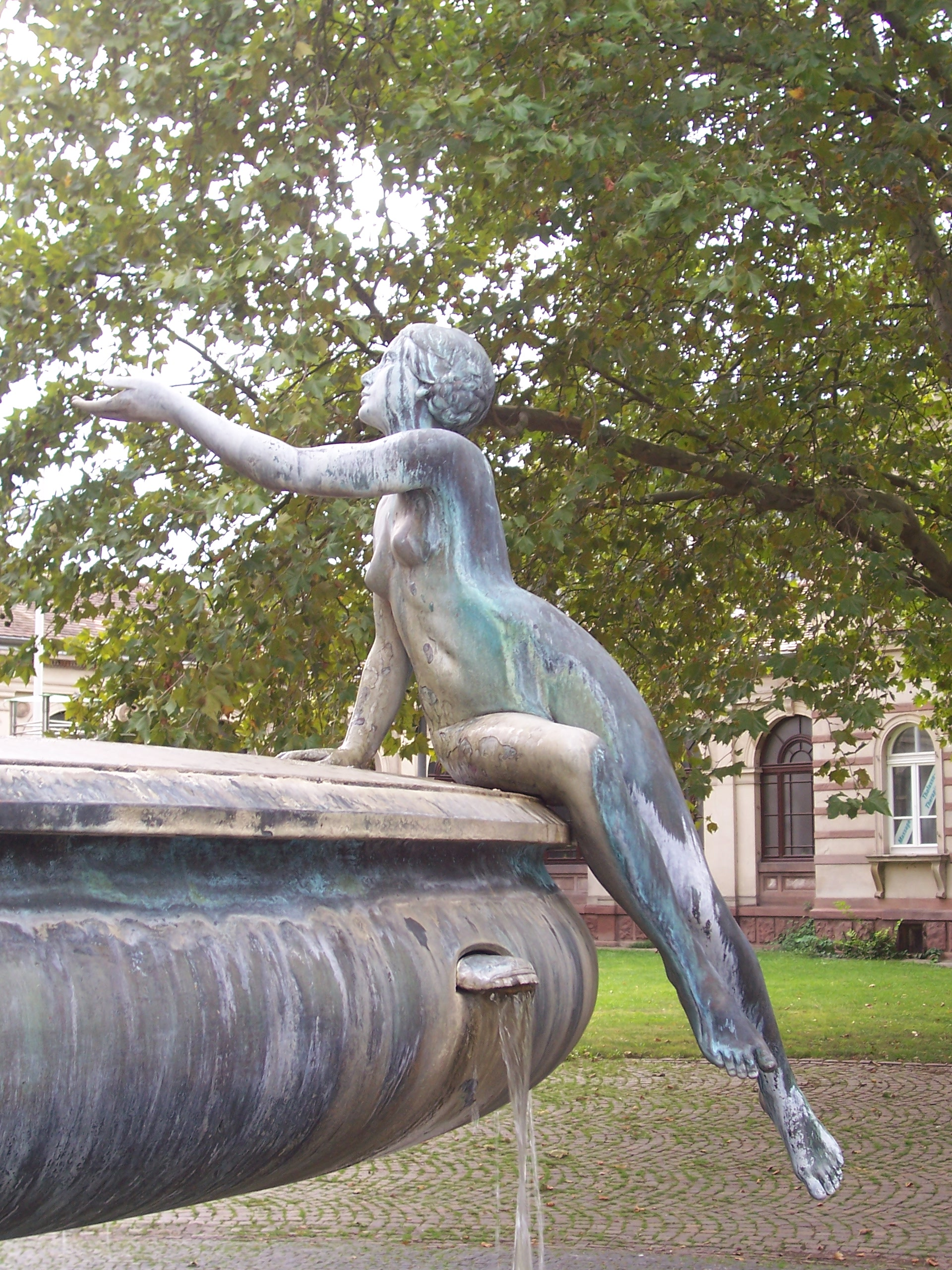
Mädchen am nordwestlichen Brunnenrand („Spiegelbachnixe“)
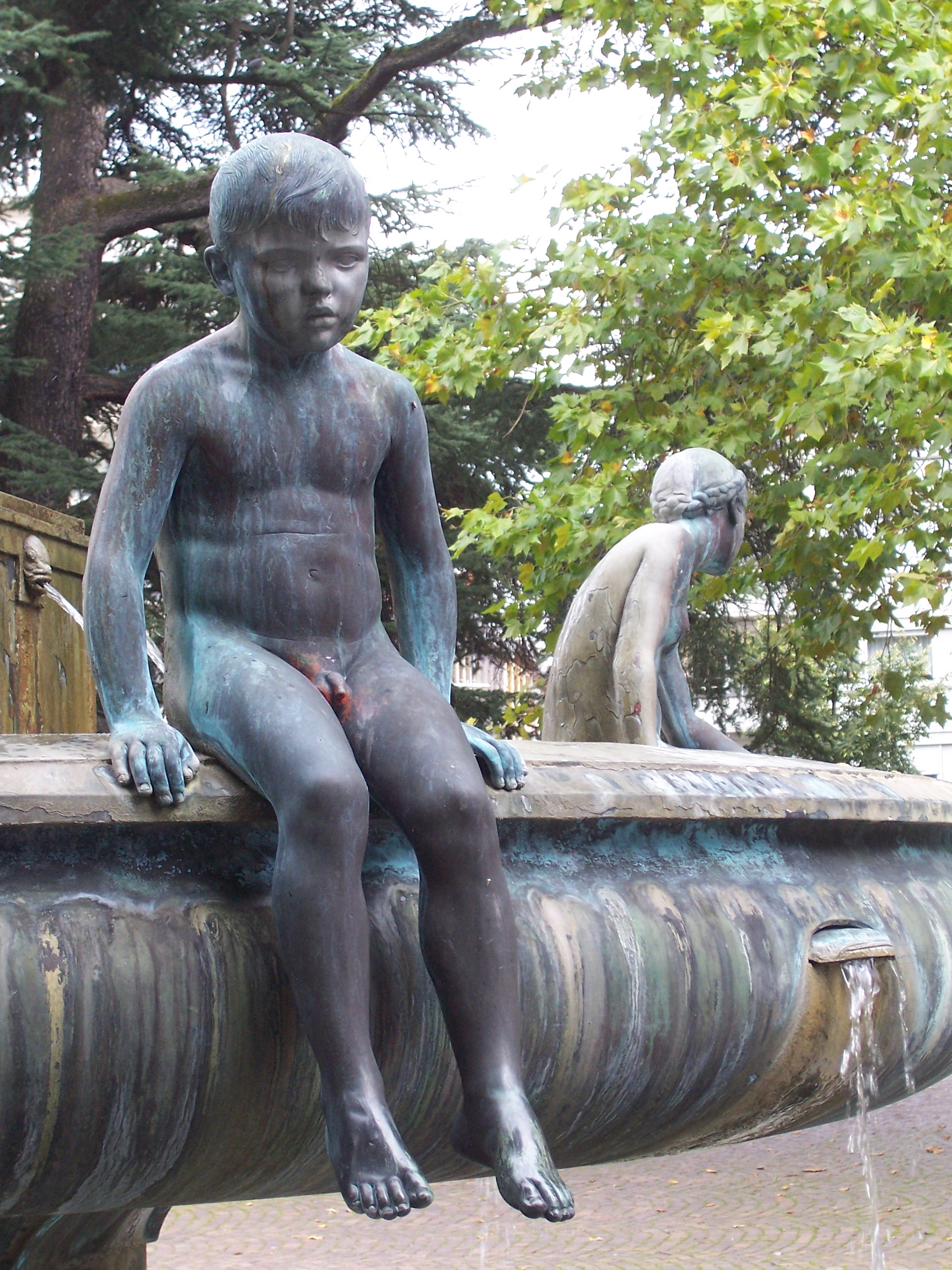
Junge am südwestlichen Brunnenrand